# Bibliographie sur Boris Vian
La liste de livres ci-dessous recense une grande partie des ouvrages publiés sur Boris Vian ainsi que des articles et numéros spéciaux de revues. Elle comprend les livres ou articles qui n'ont pas été consultés pour la rédaction de la page Boris Vian. Ceux qui ont été consultés pour les sources constituent une section à part, ainsi que les  éditions en langue étrangère qui n'ont pas été traduites en français.

## Ouvrages utilisés pour la rédaction de l'article
- Emma Baus, Boris Vian : Un jour il y aura autre chose que le jour, Paris, L'Esprit frappeur, 2002, 151 p. (ISBN 978-2-84405-191-2)
- Noël Arnaud, Les Vies parallèles de Boris Vian, Paris, Le Livre de poche, 1998, 510 p. (ISBN 978-2-253-14521-9) première édition en 1970 par Ursula Vian-Kübler et Noël Arnaud en 1970, deuxième édition : Union Générale d'Édition 1978, troisième édition Christian Bourgois éditeur 1981, cinq rééditions, avant l'édition en livre de poche 1998. Wordcat annonce pour cet ouvrage : 69 editions published between 1966 and 1998 in 4 languages and held by 439 WorldCat member libraries worldwide
- Nicole Bertolt, D'où viens-tu Boris, Paris, Le Cherche midi, coll. « Bison Ravi », 20 septembre 2012, 199 p. (ISBN 978-2-7491-2624-1) Nicole Bertolt est mandataire de l'œuvre de Boris Vian lire l'entretien. Elle représente Patrick Vian et travaille pour la famille Vian depuis 1980
- Noël Arnaud, Le Dossier de l'affaire « J'irai cracher sur vos tombes », Christian Bourgois, 2006, 523 p. (ISBN 978-2-267-01844-8)réédition de l'édition du même ouvrage publié en 1974 au format 20 x 8,5 cm
- Boris Vian, D'Déé (dir.) et Julie Caïn (dir.), Boris Vian, œuvres, vol. 15, t. IX, Paris, Fayard, 2003, 1150 p. (ISBN 2-213-60237-9).
- Boris Vian, D'Déé (dir.) et Christelle Gonzalo (dir.), Boris Vian, œuvres, vol. 15, t. IX, Paris, Fayard, 2003, 1150 p. (ISBN 2-213-60237-9).
- Boris Vian, D'Déé (dir.) et Barbara Malina (dir.), Boris Vian, œuvres, t. IX, Fayard, 2003, 1150 p..
- Boris Vian et Ursula Vian-Kübler, Œuvres, t. XI : Chansons, Paris, Fayard, 2001, 1023 p. (ISBN 2-213-60239-5).
- Boris Vian et Georges Unglik, Derrière la Zizique, Paris, Le Livre de poche, 1997, 288 p. (ISBN 978-2-253-14269-0)
- Gilbert Pestureau, Boris Vian, les amerlauds et les godons, Paris, Éditions 10/18, 1978, 302 p.
- Gilbert Pestureau, Dictionnaire de personnages de Vian, Paris, Christian Bourgois, 1985, 426 p. (ISBN 2-267-00433-X, OCLC 14716548)[1]   Gilbert Pestureau est un des spécialistes de Boris Vian dont il co-dirigé avec Marc Lapprand la publication de l'œuvre intégrale en 15 tomes en 1999 aux éditions Fayard[2], ainsi qu'une compilation : Romans et nouvelles diverses, en 1993, au Livre de poche
- Boris Vian et Noël Arnaud, Manuel de Saint-Germain-des-Prés, Paris, éditions du Chêne, 1974, 302 p. prépostfacé par Noël Arnaud
- Boris Vian et Noël Arnaud, Cent sonnets, Paris, Le Livre de poche, 2010, 302 p. préfacé et annoté par Noël Arnaud
- Antoine Berman, Dictionnaire des auteurs, vol. 4, t. IV, Paris, Laffont-Bompiani, 1990, 756 p. (ISBN 2-221-50175-6)
- Marc Lapprand, Boris Vian La vie contre : Biographie critique, Ottawa/Paris, A.-G. Nizet/Les Presses de l'université d'Ottawa, 1993, 232 p. (ISBN 2-7603-0366-7 et 2-707-81162-9)
- Frédéric Richaud, Boris Vian : C'est joli de vivre, Paris, éditions du Chêne, 1999, 174 p. (ISBN 2-84277-177-X)
- Philippe Boggio, Boris Vian, Paris, Le Livre de poche, mai 2009 (1re éd. 1995), 478 p. (ISBN 978-2-253-13871-6) première éditions Flammarion 1993, réédition 1995 en livre de poche, dernière éditions mai 2009, LGF-livre de poche, réédition Flammarion juin 2009 Les références Boggio 1995 sont issues de la réédition 2009 LGF
- Boris Vian et Claude Rameil, Écrits sur le Jazz, Paris, Christian Bourgois- LGF, 2006, 696 p. (ISBN 978-2-253-14583-7)
- Marc Lapprand, V comme Vian, Paris, Presses de l'Université Laval, 2006, 255 p. (ISBN 978-2-7637-8403-8)
- Claire Julliard, Boris Vian, Paris, Folio Gallimard, 2007, 370 p. (ISBN 978-2-07-031963-3)
- Philip Freriks, Agnès Lechat et Kim Andringa, Le méridien de Paris : une randonnée à travers l'histoire, Les Ulis, Edp sciences, 2009, 280 p. (ISBN 978-2-7598-0078-0)
- Valère-Marie Marchand, Boris Vian, le sourire créateur, Paris, Éditions de l'Archipel, 2009, 500 p. (ISBN 978-2-35905-000-4)
- Marc Lapprand, Christelle Gonzalo et François Roulmann, Boris Vian, œuvres romanesques complètes, vol. 2, Paris, Éditions Gallimard, coll. « Bibliothèque de la Pléiade », 2010, 2768 p. (ISBN 978-2-07-011552-5 et 978-2-070-11864-9) Marc Lapprand est un des spécialistes de Boris Vian dont il a publié l'œuvre intégrale dans la Bibliothèque de la Pléiade en 2010, avec la collaboration avec Christelle Gonzalo et François Roulmann, ainsi que des ouvrages plus spécifiques sur le même auteur
- André Clergeat, Philippe Carles et Jean-Louis Comolli, Le Nouveau Dictionnaire du jazz, Paris, Robert Laffont, 2011, 1455 p. (ISBN 978-2-221-11592-3)
- Boris Vian et Noël Arnaud, Je voudrais pas crever, Le Livre de poche, 2013, 84 p. (ISBN 978-2-253-14133-4) première édition 1962 chez Jean-Jacques Pauvert, éditions Fayard 1996
- (en) Boris Vian, Claude Rameil et Gilbert Pestureau, Jazz in Paris, Paris, Fayard, 1996, 190 p. (ISBN 978-2-253-14555-4)
- Boris Vian, Claude Rameil (préface et annotations d'En avant la zizique), Georges Unglik (préface et annotations de Derrière la zizique), Gilbert Pestureau (Direction) et Marc Lapprand (direction), Œuvres : Tome douzième, Paris, Fayard, 2003, 576 p. (ISBN 2-213-60240-9)

Ouvrages de référence
- Dictionnaire historique thématique et technique des littératures françaises et étrangères, anciennes et modernes, vol. 2, t. I, Paris, Larousse, 1985, 890 p. (ISBN 2-03-508301-X)
- Bernard Valette, Dictionnaire des littératures de langue française, vol. 3, t. I, Paris, Bordas, 1984, 2617 p. (ISBN 2-04-015335-7)
- Herbert R. Lottman (trad. de l'anglais), Albert Camus, Paris, Le Seuil, 1978, 686 p. (ISBN 2-02-005008-0)
- Olivier Todd, Albert Camus, une vie, Paris, Gallimard, 1996, 855 p. (ISBN 2-07-073238-X)

## Études critiques et biographiques non utilisées pour la rédaction de l'article Vian
- Véronique Anglard, Vian, grandes œuvres, commentaires critiques, Nathan, Paris, 1993. 127 p Nathan, 1993,  (ISBN 9782091805016)[3]
- Yves Ansel, L'Écume des jours de Boris Vian.  Éditions Pédagogie moderne, Paris :1979. 127 p. réédition 1988  (ISBN 978-2-7294-0074-3)
- Noël Arnaud - Henri Baudin (sous la direction de)  Boris Vian. Colloque, 23 juillet-2 août 1976, Centre culturel international de Cerisy-la-Salle, Union générale d'éditions, Paris, 1977. 2 volumes 507 et 511 p. réédition 10/18,  (ISBN 9782264008060)
- Henri Baudin:
  - Boris Vian, la poursuite de la vie totale, éditions du Centurion, Paris, 1966. 207 p.
  - Boris Vian humoriste. Presses Universitaires de Grenoble (PUG), 1973. 255 p.  (ISBN 978-2706100093)
- Geneviève Beauvarlet, Boris Vian, portrait d'un bricoleur 1920-1959Hachette, Paris, 1982. 232 p.
- Jacques Bens, Boris Vian, Bordas, Paris, 1976. 191 p.  (ISBN 978-2040011901)
- Nicole Bertolt, Marc Lapprand, François Roulmann, Boris Vian, le swing et le verbe. Textuel, 2008. 224 p.
- Nicole Bertolt, Jacques Prévert Boris Vian Post-Scriptum Boris Vian| Dessins, manuscrits, inédits, Le Cherche midi, octobre 2011,  (ISBN 2-749-12254-6), prologue de Siné
- Pia Birgandier, Boris Vian romancier : études des techniques narratives, éditions Gleerup, Lund, Suède 1981. 230 p.  (ISBN 978-9140047694)
- Nicole Buffard-O’Shea, Le Monde de Boris Vian et le grotesque littéraire. New York : Peter Lang, 1993. 141 p.  (ISBN 978-0820417097), extraits Le Monde de Boris Vian google book
- Jean Clouzet, Boris Vian, coll. Poètes d'aujourd'hui, Éditions Seghers, 1966.
- Alain Costes, Boris Vian : le corps de l’écriture. Une lecture psychanalytique du désir d’écriture vianesque; Lambert-Lucas, Limoges, 2009.
- Alain Costes, Lecture plurielle de L’Écume des jours. UGE, 1979. 462 p. réédition 10/18.
- Chloé Delaume Les juins ont tous la même peau : rapport sur Boris Vian Points Seuil, 2009,  (ISBN 978-2757812129)
- Yvon Croizier, Voyage au bout d'une vie, tome 4, « Boris Vian, le prix du blasphème », édition E-dite, 2005, 187 p.  (ISBN 978-2846081665)
- Marc Dufaud, Monsieur Boris Vian, je vous fais une lettre : la chanson du « Déserteur », Éditions Scali, 2008, 206 P. (ISBN 9782350122199)
- Jacques Duchateau, Boris Vian, éditions La Table ronde, Paris 1969, 234 p.
- Raymond Espinose,  Boris Vian, un poète en liberté. Éditions L'Harmattan, Paris, collection Orizons, 114 pages,  (ISBN 978-2296063730)
- Michel Fauré, Les Vies posthumes de Boris Vian, U.G.E., Éditions 10/18, 1975
- Michel Gauthier-Darley,  Boris Viann; L’Écume des joursanalyse critique. Hatier, 1973. 159 p. réédition 1991 (ISBN 978-2-218-05346-7)
- Anaïk Hechiche, La Violence dans les romans de Boris Vian. Paris : Publisud, 1986. 128 p. réédition 1991  (ISBN 978-2866002497)
- Suzanne Henderson, Étude sur Boris Vian, L’Ecume des jours. Paris : Ellipses, 2005. 136 p  réédition Ellipses Marketing 2014 144 p  (ISBN 978-2729885816)
- Marc Lapprand, Boris Vian. La vie contre, Ottawa: P.U. Ottawa, Paris : Nizet, 1993. 232 p.  (ISBN 9782707811622)
- Marc Lapprand (dir.), Trois fous du langage. Vian, Queneau. Prévert, Nancy, Presses Universitaires de Nancy, 1993. (ISBN 978-2864806578)
- Marc Lapprand, François Roulman Boris Vian : si j’étais pohéteü. Paris, Gallimard, 2009. 128 p. collection Découvertes  (ISBN 978-2070359981)
- Valère-Marie Marchand, Boris Vian, le sourire créateur , Paris, éditions Écriture&Comm, 2009. 500 p.  (ISBN 9782909240916)
- Magdalena Mitura, L’écriture vianesque, traduction de la prose, Berne, éditions Peter Lang, 2008. 249 p.
- David Noakes, Boris Vian. Éditions universitaires, 1964. 127 p. Classiques du XXe siècle
- Gérard Ortlieb Boris Vian, du lycée à Saint-Germain des prés[, éditions AKR, La Courneuve, 2006, 148p. (OCLC 469315347)
- Gilbert Pestureau, Boris Vian : Les Amerlauds et les Godons. Paris : UGE, 1978. 438 p. réédition en 10/18). Thèse soutenue sous le titre : « L'Influence anglo-saxonne dans l'œuvre de Boris Vian » (Paris IV, 1975)
- Gilbert Pestureau Dictionnaire des personnages de Vian (1985). Paris, éditions Christian Bourgois, 1993. 426 p
- Claudine Plas, Boris Vian à 20 ans. J'avais vingt ans en 1940, Au Diable Vauvert, 2010.
- Françoise Renaudot, Il était une fois Boris Vian Paris : Seghers, 1973. 159 p.
- Michel Rybalka, Boris Vian : essai d'interprétation et de documentation. Paris, Lettres modernes, 1969. 254 p.
- Franck Ténot, Boris Vian, jazz à Saint-Germain-des-Pré, Paris, Du May, 1993. 94 p. réédition 2009 éditions du Layeur, 80 p.

## Non traduits en français
- (da) Margit Andersen, Po-etik : Boris Vian som sanselig ideologikritiker og socialpsykolog  Akademisk forlag, Copenhague 1981  (ISBN 9788750020226),186 pages ouvrage écrit en danois publié à Copenhague[4]
- Gabriella Borter-Sciuchetti, Annäherungen an das Namenlose : eine Interpretation von Umberto Eco Il nome della rosa, Boris Vian L'E
- (de) Christine Ast Sprache und Revolte im Werk von Boris Vian. Tectum Verlag, Marbourg 2004,137 p. 2004  (ISBN 978-3-8288-8604-9)
- (en) Alistair Charles Rolls, The flight of the angels : intertextuality in four novels by Boris Vian, Éditions Rodopi, Amsterdam, 1999. 369 p. réédition 2004.  (ISBN 978-9042004672)
- (en) Christoper Jones   Boris Vian transatlantic : Sources, Myths and Dreams, éditions Peter Lang, New York 1998, 176 p.  (ISBN 9780820440132)[5]
- (en) James Campbell, Paris interzone, Richard Wright, Lolita, Boris Vian, and the others of the left bank 1946-1960, Londres, édition Secker and Warburg, 1994, 305 p.  (ISBN 978-0436201066)
- (en) J. K. L. Scott, From dreams to despair : an integrated reading of the novels of Boris Vian. Amsterdam, Rodopi, 1998 réédition 2004  (ISBN 978-9042003101)
- (de) Ulla Westerweller, Surrealistische Elemente in Romanen von Boris Vian, Heidelberg, Winter, 1992, 269 p.

## Articles et revues
- Marie-Hélène Adler, Espace, existence, et satire dans L'Arrache-cœur , p. 73-81, dans : Vian, Queneau, Prévert, trois fous du langage : actes du colloque Vian-Queneau-Prévert, Université de Victoria (Canada), 1992. Nancy : Presses universitaires de Nancy, 1993. 254 p.
- Delphine Aebi et Pascal Rannou: Boris Vian critique de jazz: 1. De la théorie à la pratique: propos métacritiques (Aebi), et 2. De la pratique à la théorie: l'exemple de Jazz Hot (1947-1958) (Rannou), in La Critique musicale au XXème siècle, ouv. coll., dir. Timothée Picard, Presses Universitaires de Rennes, 2020, p. 1187-1200.  (ISBN 978-2-7535-7920-0)
- Noël Arnaud, Boris Vian de A à Z, revue Obliques, no 8 et 9, Nyons, 1976. 336 p. (OCLC 66666870), réédition éditions Borderie, Nyons, 1981   (ISBN 9782863800232)
- Jeanne-Marie Baude, Du vraisemblable dans l’œuvre de Boris Vian   dans  Le Génie de la forme p. 633-643. Presses universitaires de Nancy, 1982.
- Benoît Barut, Les dramaturges et leurs critiques. Poétiques paratextuelles de la riposte chez Victor Hugo et Boris Vian, Tracés, 2007, p. 115-142
- Mounia Benalil, Boris Vian face à l'institution littéraire : Le Cas de J'irai cracher sur vos tombes. Dalhousie French Studies, Halifax, Canada 2001, p. 47-55
- Rashida K Braggs, Hearing the Rage in J'irai cracher sur vos tombes', Nottingham French Studies, 2004, p. 100- 107
- Stephanie Brown, Black comme moi : Boris Vian and the african american voice in translation, Mosaic a journal for the interdisciplinary study of literature, mars 2003, p. 51-67
- Audrey Camus (dir.), Boris Vian, Europe no 967-968, novembre-décembre 2009.
- Rita Corsi, La traduction comme réécriture : Boris Vian en italien, p. 199-206. Dans : Interférences et modèles culturels : actes des journées d'étude du Programme pluriformation : Formes, langages et identités dans les sociétés multiculturelles réunis par Pierre Nobel.Presses universitaires de Franche-Comté, Besançon, 2004. 256 p.
- Alain Costes, Boris Vian et le plaisir du texte. Les Temps modernes, 1975, 349-350, p. 130-158
- (en) Maria Freij, Translating Boris Vian's Je voudrais pas crever . Australian Journal of French Studies, 2010, p. 60-71
- Daniel Grojnowski L’univers de Boris Vian , Critique, no 212, janvier 1965, p. 17-28
- Calogéro Giardina, La Création lexicale dans L'Écume des jours de Boris Vian La Banque des Mots, no 43, 1992, p. 63-83
- (en)  Alexander Hertich, Boris Vian (1920-1959)   dans : Twentieth-Century French Dramatists, p. 372-380 New York, Thomson Gale, 2006.
- (en) Francis Higginson, The Rantings of Vian/Sullivan : Race Undercover  Cincinnati Romance Review, no 17, 1998, p. 49-57
- André Jarry, De la représentation de la mort à la pulsion de mort dans « L'Écume des jours » de Boris Vian. dans : Psychanalyse à l'Université, vol. 7, no 27 (1982)
- Judith Kauffmann, L’Écume des jours : un nénuphar et l’amour. Littératures, no 6, 1982, p. 83-94
- Smiljan Kundert, L'(In)traduisibilité du langage poétique de Boris Vian . Acta Neophilologica, 42 (1-2), 2009, p. 171-177 1
- Marc Lapprand, Vercoquin et le plancton pré-texte de L’Écume des jours. Naissance de l’écrivain Boris Vian . TEXTE, 1, 1988, p. 249-265
  - Le Discours politique de Boris Vian : Référence et contre-référence. Australian Journal of French Studies, 28 (1), janvier-avril 1991, p. 69-79
  - Les Traductions parodiques de Boris Vian. French Review, 65 (4), mars 1992, p. 537-546
- Michel Maillard, Essai d’analyse sémio-critique de la première page de L’Écume des jours; Recherches et Travaux, 18, 1977
- (it) Giovanni Marchi,  Il teatro di Boris Vian o la satira dei generali, Micromégas : Rivista di Studi e Confronti Italiani e Francesi, 1990, p. 107-110
- Gilles Mouëllic,  Boris Vian, du jazz au cinéma  Nottingham French Studies, s 2004, p. 149-155
- Héla Msellati-Kraïem,  Vian, Wolf et la machine à démonter le moi , p. 195-205. Dans : Subjectivité et corps dans les littératures de langue française : actes de la journée d'études organisée par le Groupe de recherche sur les écritures du moi le 12 décembre 2003 à l'Académie tunisienne des sciences et des arts Beït el-Hikma, Carthage. Textes réunis par Wafa Bsaïs Ourari. Montpellier : Université Paul-Valéry Montpellier III ; Tunis : Ambassade de France en Tunisie, 2006. 250 p.
- Jean-Louis Pautrot, Vian et la musique mystificatrice, p. 77-129. Dans La Musique oubliée : La Nausée, L'Écume des jours, À la recherche du temps perdu, Moderato cantabile. Genève : Droz, 1994. 243 p.
- Gilbert Pestureau, Boris Vian, témoin anarchiste de la Libération . French Cultural Studies, 5 (15), octobre 1994, p. 293-300 et 1997, p. 399-415
- (en) Alistair Charles Rolls, Boris Vian's L'Arrache-cœur : The Heart Snatched Back. Australian Journal of French Studies, 1998, p. 369-375
  - Boris Vian's L'Écume des jours, The Pulls of Froth and Days . Nottingham French Studies, 2000, p. 203-212
  - Boris Vian's Je voudrais pas crever : The Breaking of the Spine, p. 249-262. Repenser les processus créateurs / Rethinking Creative Processes. Berne, Peter Lang, 2001. XII-319 p.
  - L'Art de voyager sans quitter Paris : Du Passage de l'Opéra jusqu'au désert d'Exopotamie . New Zealand Journal of French Studies, 004, p. 26-40
  - Of Mice and Murder : Playing Cat and Mouse with Boris Vian's L'Écume des jours. Australian Journal of French Studies, 2004, p. 48-58 Ma
  - In olden days a glimpse of stocking : fashion, fetishism and modernity in Boris Vian’s L’Écume des jours . French Cultural Studies, 2004, p. 99-113
- (it) Maria Teresa Russo, L'Arrache-cœur, una poetica della devianza Palerme, Facoltà di lettere e filosofia, 1980. p. 31-91
- Jean-François Saudoyez, Discorde et harmonie : Jeux et enjeux dans L'équarrissage pour tous de Boris Vian Lettres Romanes, 2000, p. 77-102
- (en) Ralph Schoolcraft, Hard-Boiled French Style : Boris Vian Disguised as Vernon Sullivan (Authorship and Pseudonymy) South Central Review, 2010, p. 21-38
- (en) J.K.L.Scott, Boris Vian's ouapiti', A Not-so-Obscure Object of Desire , French Studies Bulletin : A Quarterly Supplement, 63, 1997,
- (en)  Edmund Smyth, Traduit de l'américain : Boris Vian and the Invention of the roman noir  Australian Journal of French Studies, 2006, p. 48-58
- (en) Charles J. Stivale, Desire, Duplicity, and Narratology : Boris Vian's L'Écume des jours. Studies in Twentieth Century Literature, 1993, p. 325-348
- Nelly Timmons,  Existentialisme et fiction : L'Écume des jours, miroir de l'univers existentialiste de l'après-guerre  Simone de Beauvoir Studies, 1997, p. 124-131
- Lisette Tohme-Jarrouche,  Le Capitaine, Colin et l'espace morbide . Bulletin de la Société Théophile Gautier, 1999, p. 367-374
- Joseph Vebret, Le procès de Boris Vian : J'irai cracher sur vos tombes, une œuvre condamnée. Paris : Librio, 2010. 71 p. (Les grands procès de la littérature) (Librio. Document)
- (en) Arnold Weinstein, The Unruly text and the rule of literature Literature and Medicine, 1997, p. 1-22
- Boris Vian, numéros spéciaux du Magazine littéraire
  - no 17, avril 1968 ; no 87, avril 1974 ; no 182, mars 1982 et no 270, octobre 1989 ;
  - Les Vies de Boris Vian Hors Série, 6, nov. 2004-janv. 2005
- Boris Vian et le cinéma. numéro spécial de la revue de cinéma « L’Âge d’or », du 1er juin 1964, 48 pages
- Boris Vian, sa vie, son œuvre : Exposition, Paris, Bibliothèque publique d'information, 24 mai-5 juin 1978. Centre Georges Pompidou, 1978. Paris, 48 p.
- Boris Vian : exposition novembre 1980, Bibliothèque centrale de Saint-Denis. Saint-Denis : Bibliothèque centrale, 1980. 13 p.
- Boris Vian, expositions à la Bibliothèque nationale de France du 18 octobre 2011 au 15 janvier 2012, éditions Gallimard/BnF, Paris 188 pages,  (ISBN 978-2-07-013530-1) et  (ISBN 978-2-7177-2497-4)

## ‘Pataphysique
- Revue du Collège de 'Pataphysique no 12 : Hommage à Boris Vian, 23 juin 1960, Dossiers acénomètes du Collège de ‘Pataphysique (9 gidouille 87 E. P.)[6].
- Zoneilles scénario écrit par Michel Arnaud. Raymond Queneau. Boris Vian, édité par le Collège de 'Pataphysique, Paris, 1962. 21 p. Grande collection inquisitive[7]